# Совет национальной безопасности США

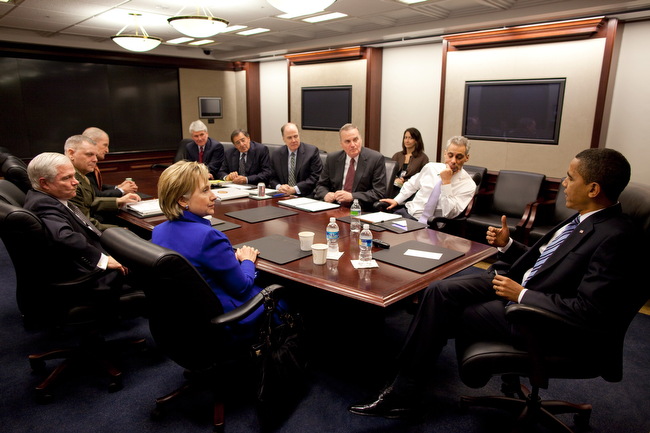
Заседание СНБ: президент Барак Обама, Госсекретарь Хиллари Клинтон, Министр обороны — Роберт Гейтс, Заместитель начальника ОКНШ — ген. Кэртрайт, директор разведки Деннис Блэр, советник президента Грег Крейг, директор ЦРУ Леон Панетта, заместитель начальника Совета внутренней безопасности Том Донилон, советник президента по национальной безопасности генерал армии Джеймс «Джим» Джонс и глава президентской администрации Рэм Эмануел

Совет национальной безопасности (англ. National Security Council, сокращённо СНБ) — консультативный орган при президенте США для решения наиболее важных вопросов национальной безопасности и внешней политики, и координации действий всех основных ведомств, связанных с указанными вопросами.

## Создание
Совет национальной безопасности был создан в 1947 году законом о национальной безопасности. Его созданию послужила убеждённость влиятельных американских политиков в том, что дипломатия Государственного департамента США больше не была способна сдерживать СССР при напряжённых отношениях между СССР и США. Администрация Трумэна объясняла свои действия необходимостью противодействовать советской «психологической войне». Конечной целью его создания декларировалось обеспечение согласованности действий между военно-морскими силами, корпусом морской пехоты, сухопутными войсками и военно-воздушными силами США, а также проведение тайных операций в мирное время согласно принятой 18 июня 1948 года Директиве 10/2. Она положила начало подготовке антикоммунистических движений и переворотов в странах социалистического лагеря, а также «цветных революций».

## Разработка тайных операций
Тайные операции США были запущены СНБ совершенно секретной Директивой 4-А (декабрь 1947 года), которая возложила ответственность за ведение психологической войны против потенциальных противников на директора Центрального разведывательного управления. Было установлено, что скрытые действия являются исключительно функцией исполнительной власти. Поручение этой работы ЦРУ было продиктовано тем, что оно контролировало внебюджетные средства, благодаря которым операции могли финансироваться с минимальным риском разоблачения в Вашингтоне.
Первоначально предоставление нового секретного мандата ЦРУ вызвало недовольство официальных лиц в Государственном департаменте и Министерстве обороны. Государственный департамент полагал, что проведение тайных операций слишком важно, чтобы его можно было оставить на усмотрение ЦРУ, и в то же время был обеспокоен тем, что военные могут создать противоборствующее ведомство секретных действий в Пентагоне. Поэтому вопрос о распределении ответственности за тайные операции был снова открыт, в результате чего была принята новая Директива 10/2 от 18 июня 1948 года, заменившая Директиву 4-A.
Во исполнение Директивы в ЦРУ было создано Управление специальных операций. На пост главы управления кандидата выдвигает госсекретарь США и утверждает Совет национальной безопасности. Этот «высококвалифицированный специалист» отчитывается непосредственно директору ЦРУ, а управление должно было действовать независимо от других компонентов ЦРУ.
СНБ поручил ЦРУ проводить «скрытые», а не просто психологические операции, определяя их как все виды деятельности, «которые проводятся или финансируются этим правительством против враждебных иностранных государств или групп или в поддержку дружественных иностранных государств или групп, но которые спланированы и выполнены таким образом, что любая ответственность правительства США за них не является очевидной для посторонних, и что в случае обнаружения правительство США может правдоподобно снять с себя любую ответственность за них».
В число подпольных видов деятельности, перечисленных в директиве, вошли: «пропаганда, экономическая война, прямые превентивные меры, включая саботаж, разрушение объектов и эвакуацию; подрывная деятельность против враждебных государств, в том числе помощь подпольным движениям сопротивления, партизанам и эмигрантским организациям, а также поддержка антикоммунистических элементов на местах в притесняемых странах свободного мира. Такие операции не должны включать армейские вооруженные конфликты, шпионаж, контрразведку, а также прикрытие и обман для военных операций».

## Гонка вооружений
В декабре 1950 года президент Гарри Трумэн подписал Меморандум Совета национальной безопасности № 68 — совершенно секретный документ, который сформулировал политику США в военной области и борьбе с коммунизмом в ответ на предполагаемую «советскую угрозу». Этот документ положил начало кратному росту военных расходов США уже в первые годы: с 13 млрд долларов до 40-50 млрд, поскольку существовавший уровень расходов был описан как «опасно неадекватный», в то время как советская военная активность была преподнесена в нарочито драматических тонах на основе весьма приблизительных данных. Хотя теория сдерживания Джорджа Ф. Кеннана сформулировала многогранный подход к внешней политике США, в докладе акцент делался на военных, а не на дипломатических действиях, чтобы США обладали «превосходящим полным могуществом», «в надежной комбинации с другими, аналогично мыслящими странами». В частности, он требовал, чтобы вооружённые силы были способны к:
- защите западного полушария и важнейших союзных территорий с целью развития их военного потенциала;
- обеспечению и защите мобилизационной базы, в период формирования наступательных сил, необходимых для победы;
- проведению наступательных операций по уничтожению жизненно важных элементов советского военного потенциала и по удержанию противника от равновесия до тех пор, пока не будет задействована вся наступательная сила Соединенных Штатов и их союзников.

В меморандуме были подробно проанализированы сценарии ядерных бомбардировок СССР, с выводом о том, что даже полное поражение намеченных для этого целей не сможет обеспечить успех наземных операций США в Западной Европе, а только даст им временное преимущество ввиду нарушений в снабжении советских войск.